# Saddle Peak
Der Saddle Peak (englisch für Sattelspitze) ist ein 960 m hoher Berg mit Doppelgipfel im Norden des ostantarktischen Viktorialands. In den Anare Mountains ragt er 5 km nordwestlich des Mount Kostka auf.
Wissenschaftler einer 1962 mit dem Forschungsschiff Thala Dan durchgeführten Kampagne im Rahmen der Australian National Antarctic Research Expeditions gaben ihm im Zuge der Erkundung dieses Gebiets seinen deskriptiven Namen.